# 木本奈美
木本 奈美（きもと なみ、1974年5月31日 -）は、山口県防府市出身の日本の柔道家。現役時代は63kg級の選手。得意技は内股。身長160cm。現姓は手島。

## 人物
柔道は10歳の時に近所の友達に誘われて始めた。宇部商業高校2年の時に全国高校選手権61kg級で優勝を飾った。世界ジュニア代表選考大会で優勝を果たすが、世界ジュニアでは5位に終わった。1993年には住友海上に入社した。1994年には階級を66kg級に上げると、全日本女子柔道強化選手選考会で優勝を飾った。1995年から全国女子柔道体重別選手権大会で2連覇を達成した。1997年5月の体重別では初優勝を飾って世界選手権代表に選出された。しかし、10月の世界選手権では初戦で韓国の曺敏仙に敗れた。12月の福岡国際では初優勝を飾った。1998年2月にはフランス国際でも優勝を果たした。5月の体重別では2連覇を達成してアジア大会代表に選ばれた。12月のアジア大会では決勝で中国の王顕波と対戦して先に背負投で技ありを取られるが、終了とほぼ同時に払巻込が決まって、一旦は逆転の一本勝ちが宣せられた。しかし、畳から降りた審判団がジュリーとこの試合について協議した結果、逆転の払巻込を時間外の技と判断すると再び畳に舞い戻ってさきほどの一本を取り消した。この結果、試合は王の勝利ということになってしまった。これに対して日本選手団は、「国際柔道連盟試合審判規定」第19条にある「一度審判が判定を下して畳から離れたらその判定を変えることはできない」という条項に明確に違反する行為であると抗議したものの、結果として受け入れられなかった。これにめげることなく、12月にアジア大会があったために翌年1月に先延ばされての開催となった福岡国際では2連覇を達成した。5月の体重別では準決勝で筑波大学の一見理沙に崩袈裟固で敗れて世界選手権代表には選出されなかった。12月の福岡国際では大会3連覇を達成することになった。2000年の体重別決勝では世界チャンピオンである筑波大学の前田桂子に合技で敗れてシドニーオリンピック代表にはなれなかった。2001年に引退後は結婚して手島姓になると、2019年現在は三井住友海上柔道部コーチを務めている。

## 主な戦績
- 1991年 - 全日本女子柔道強化選手選考会 5位(66kg級)

61kg級での戦績
- 1992年 - 全国高校選手権 優勝
- 1992年 - 世界ジュニア代表選考大会 優勝
- 1992年 - ポーランドジュニア国際 優勝
- 1992年 - 世界ジュニア 5位

66kg級での戦績
- 1994年 - 全日本女子柔道強化選手選考会 優勝
- 1994年 - 福岡国際 3位
- 1995年 - 全国女子柔道体重別選手権大会 優勝
- 1996年 - 全国女子柔道体重別選手権大会 優勝
- 1996年 - 福岡国際 3位
- 1997年 - オーストリア国際 3位
- 1997年 - 体重別 優勝

63kg級での戦績
- 1997年 - 全国女子柔道体重別選手権大会 2位
- 1997年 - 福岡国際 優勝
- 1998年 - フランス国際 優勝
- 1998年 - 体重別 優勝
- 1998年 - アジア大会 2位
- 1999年1月 - 福岡国際 優勝
- 1999年 - 体重別 3位
- 1999年 - 全国女子柔道体重別選手権大会 2位
- 1999年12月 - 福岡国際 優勝
- 2000年 - フランス国際 3位
- 2000年 - 体重別 2位
- 2000年 - 全国女子柔道体重別選手権大会 優勝
- 2000年 - 福岡国際 2位

(出典、JudoInside.com)